# Hinsbeck (Ruhr)

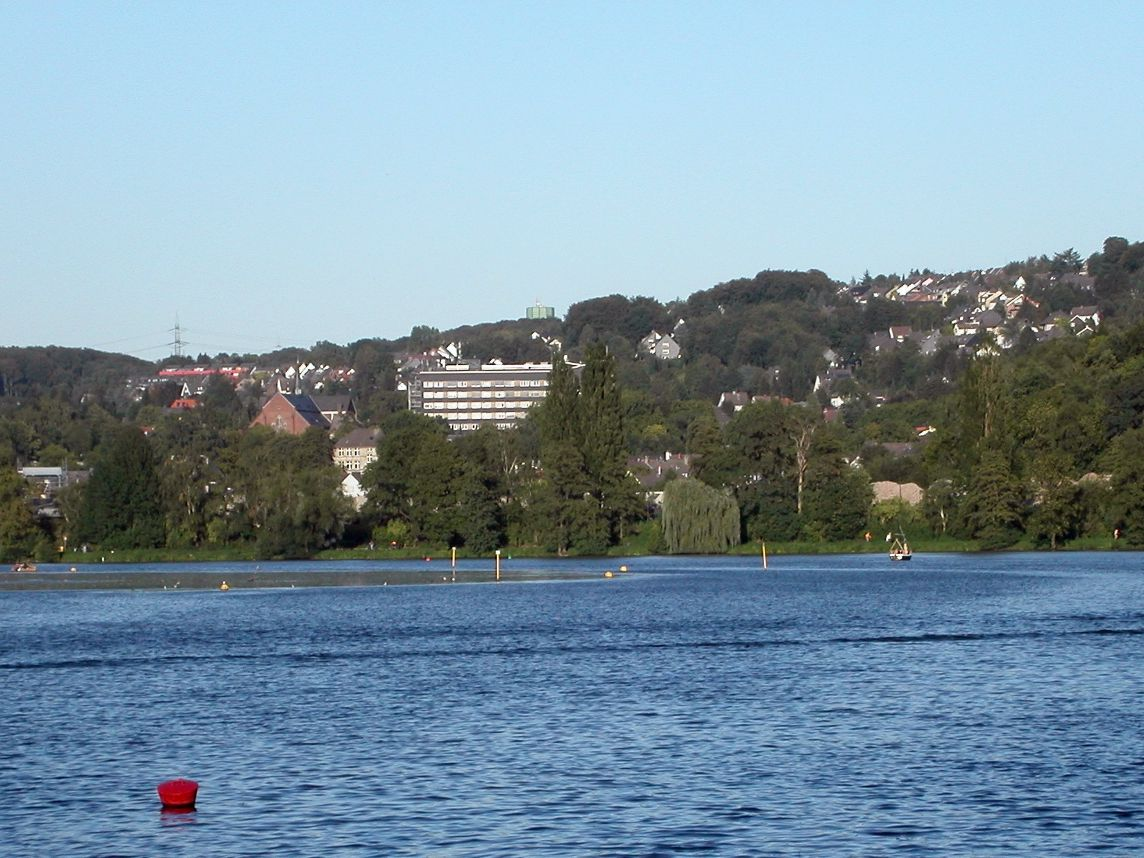
Blick vom Baldeneysee auf Essen-Kupferdreh

Hinsbeck war eine bäuerliche Ansiedlung und Honnschaft im Ruhrgebiet und gehörte zur Reichsabtei Werden. Seit der Zusammenlegung mit Rodberg im Jahr 1875 trägt das Dorf den Namen Kupferdreh, heute ist es ein Teil der Stadt Essen. Es liegt am Zufluss der Ruhr in den Baldeneysee.

## Geschichte

### Entstehung
Die Entstehung des Dorfes Hinsbeck wird wie die der Nachbardörfer auf die große ripuarische Siedlungsbewegung des 7. und 8. Jahrhunderts datiert. Von Süden kommende Ripuarier standen damals den von Norden kommenden fränkischen Borchterern gegenüber. Die Grenze zwischen diesen Volksstämmen bildet sich noch heute in der Grenze zwischen den Landesteilen Westfalen und Rheinland ab. Namentlich erscheint Hinsbeck erstmals um das Jahr 1150 in den Heberegistern der Abtei Werden.

### Namensentstehung
Für den Namen Hinsbeck gibt es verschiedene Erklärungsversuche. Sie beziehen sich auf alte Ortsbezeichnungen wie „Hesingebeke“, „Hengisbeke“ und „Hinxbek“. Den ersten Namensteil deutete man oft als Ableitung für Hengst – was auf die frühere Präsenz von Wildpferden hinweisen sollte. Man kann das Wort Hengis aber auch auf den gleichnamigen Helden des altsächsischen Mythos von Hengest (Hengis) und Horsa beziehen, da das Gebiet vor der Gründung der Abtei Werden sächsisch war. Mit dem Bach (Beke) ist aber zweifellos der Deilbach gemeint, der dort in die Ruhr mündet. Gegenüber dem Ort Hinsbeck, auf der anderen Seite der Ruhr liegt der Ort Heisingen, der schon um das Jahr 800 in den Urkunden der Abtei Werden auftaucht. Der Ort Hinsbeck hingegen wird um 1150 erstmals erwähnt. Die naheliegende Erklärung ist also, dass der Name „Hesinge-Beke“ auf den „Heisinger Bach“ hindeutet und ursprünglich zu Heisingen gehörte.

### Umbenennung in Kupferdreh
Zu einer amtlichen Umbenennung kam es im Jahre 1875, als im Rahmen der Kommunalreformen die Orte Hinsbeck und Rodberg zu einer Gemeinde zusammengefasst wurden. Um den Namenskonflikt mit der Gemeinde Hinsbeck zu vermeiden, erhielt die neu gebildete Gemeinde nach der mundartlichen Bezeichnung „Kopperdrei“ eines in der Nähe einer ehemaligen Kupferhütte gelegenen Ruhrknicks den Namen Kupferdreh.

### Präsenz in Essen-Kupferdreh
Der alte Name Hinsbeck findet sich noch in der Bezeichnung der Gemarkungen und einiger Straßennamen im heutigen Essen-Kupferdreh wieder. Außerdem trägt eine der beiden Grundschulen in Kupferdreh den Namen „Hinsbeckschule“.

### Deilthaler Eisenbahn
Am 20. September 1831 wurde die Deilthaler Eisenbahn zwischen Hinsbeck und Nierenhof durch den Prinzen Wilhelm von Preußen eröffnet und durfte sich nun Prinz-Wilhelm-Eisenbahn nennen. Sie war die erste Eisenbahnstrecke in Deutschland, die durch eine Eisenbahn-Aktiengesellschaft erbaut wurde. Ihre Trasse ist heute noch ein Teil der Bahnstrecke Wuppertal-Essen-Dorsten (S9).